# Jennifer Lamiraqui
Jennifer Lamiraqui, född 25 mars 1980 i Paris, Frankrike, är en fransk fotomodell. Hon har förekommit på omslaget till bland annat tidskriften Maxim.
Lamiraqui har arbetat för modellagenturerna Elite, Karin Models och Select Model Management och gjort reklam för en rad kläd- och parfymmärken, däribland Calida, Benetton, Aqua di Roma, Valisère och Garnier.